# 인간사화
《인간사화》(중국어: 人間詞話)는 왕궈웨이가 1910년에 남긴 평론이다.

## 작품 소개
사화는 사 창작의 본질, 수사, 사 작가와 작품 및 시대에 대한 평가, 사 작가들의 행적이나 창작 배경 등을 논하는 것이다. 일찍이 서양의 철학과 미학, 문예 사상 등을 접했던 왕궈웨이는 사 창작을 하면서 중국과 서양의 문예 미학을 융합해 참신한 문예 미학관을 정립하고, 새로운 문예비평의 패러다임을 세웠다. 이 결과물이 ≪인간사화≫로 ‘경계(境界)’를 문예 미학의 최고 이상으로 내세우고 있다.
≪인간사화≫는 원래 왕궈웨이가 생전에 친히 64조목으로 편정하여, ＜국수학보(國粹學報)＞에 발표했는데 후인들이 ≪인간사화≫를 연구하고 주소하는 과정에서 유고를 수집해 증보하여 권1 ≪인간사화≫ 64조목, 권2 ≪인간사화 미간고(未刊稿)≫ 50조목, 권3 ≪인간사화 산고(刪稿)≫ 13조목, 권4 ≪인간사화 부록(附錄)≫ 28조목의 체제를 구성했다. 판본에 따라 권수나 조목 수가 다소 차이가 있기는 하나 왕궈웨이의 원의에 가장 부합하는 체제로 평가받는 삼민서국본의 편차로, 이를 번역의 텍스트로 삼아 ≪인간사화≫ 전체 내용을 살펴볼 수 있다.
왕궈웨이는 ‘경계’를 문학의 최고 이상으로 여겨 문학의 예술 미학을 추구했으면서도, 또한 인간의 삶과 인생 근원 문제를 둘러싸고 사유를 진행하여 인간의 완미한 경지를 추구하는 인간 미학을 탐구했다는 점에서 높이 평가받는다. 또한 그의 경계설은 중·서 문예 미학의 결합이라는 점에서 의의가 있다. ‘경계’설은 중국 전통의 천인합일·물아일체 등의 관념, 노장(老莊) 등의 무위자연 철학 사상, 중국 전통의 미학·문예 사상 등에 연원을 두고, 서양의 칸트, 쇼펜하우어, 니체 등의 철학, 미학, 문예 사상의 영양을 섭취하고 각종 미학, 철학 개념을 빌려 이루어졌다.

## 서지 정보
- 조성천 역, 2009년, 지식을만드는지식 ISBN 978-89-8499-986-2